# Toulouse Métropole Basket
Il Toulouse Métropole Basket è una società femminile di pallacanestro di Tolosa, fondata nel 2008.

## Cronistoria
fonte:
| Cronistoria del Toulouse Métropole Basket. |
| --- |
| - 2008 · fondazione del club. - 2008-09 · 4ª in NF1; 3ª ai play-off; ammesso in LFB. - 2009-10 · 12ª in Ligue Féminine de Basket. - 2010-11 · 14ª in Ligue Féminine de Basket; retrocessa in LF2. - 2011-12 · 3ª in Ligue Féminine 2; promossa in LBF. - 2012-13 · 12ª in Ligue Féminine de Basket. - 2013-14 · 8ª in Ligue Féminine de Basket, semifinali play-off. - 2014-15 · 10ª in Ligue Féminine de Basket, semifinali play-off. - 2015-16 · 12ª in Ligue Féminine de Basket; retrocessa in LF2. - 2016-17 · 8ª in Ligue Féminine 2. - 2017-18 · 3ª in Ligue Féminine 2. - 2018-19 · 2ª in Ligue Féminine 2. - 2019-20 · 4ª in Ligue Féminine 2 (campionato interrotto). - 2020-21 · 2ª in Ligue Féminine 2. - 2021-22 · 1ª in Ligue Féminine 2; promossa in LBF. - 2022-23 · in Ligue Féminine de Basket |

## Allenatori
- 2008-2011  Valérie Garnier
- 2011-2013  Mathieu Chauvet
- 2013-2015  Jérôme Fournier
- 2015-2016  Jérôme Fournier (fino a feb. 2016)
 Xavier Noguera (da feb. 2016)[2]
- dal 2016   Xavier Noguera